# Матіас Меллусо
Матіас Меллусо (ісп. Matías Melluso, нар. 9 червня 1998, Ла-Плата) — аргентинський футболіст, захисник клубу «Хімнасія і Есгріма». Виступав також за клуб «Пафос», у складі якого став володарем Кубка Кіпру.

## Ігрова кар'єра
Матіас Меллусо народився 1998 року в місті Ла-Плата, та є вихованцем футбольної школи місцевого клубу «Хімнасія і Есгріма». У 2018 році Меллусо розпочав грати в основній команді клубу, в якій виступав до 2023 року, взявши участь у 79 матчах чемпіонату. У 2023 році аргентинський захисник став гравцем кіпрського клубу «Пафос», у складі якого в сезоні 2023—2024 років став володарем Кубка Кіпру. На початку 2025 року футболіст повернувся до клубу «Хімнасія і Есгріма».

## Титули і досягнення
- Володар Кубка Кіпру (1):

«Пафос»: 2023–2024